# Miroslav Zavadil
Miroslav Zavadil (9. ledna 1932 Přerov – 15. listopadu 2005 Praha) byl český a československý politik Komunistické strany Československa, poúnorový poslanec Národního shromáždění ČSSR a poslanec České národní rady a Sněmovny lidu a Sněmovny národů Federálního shromáždění za normalizace. V roce 1968 i 1989 představitel konzervativního křídla KSČ.

## Biografie
Pocházel z dělnické rodiny. Narodil se v Přerově. Pracoval jako horník v dolech v ostravsko-karvinském revíru.
V letech 1963–1968 působil jako předseda Ústředního výboru Československého svazu mládeže. Zvolen byl na sjezdu ČSM v roce 1963 a opět v roce 1967. Byl zetěm vlivného politika éry před rokem 1968 Drahomíra Koldera.
Ve volbách roku 1964 byl zvolen za KSČ do Národního shromáždění ČSSR za Severomoravský kraj. V Národním shromáždění zasedal až do konce volebního období parlamentu v roce 1968.
Vrchol jeho politické kariéry nastal po invazi vojsk Varšavské smlouvy do Československa za normalizace. Během srpna 1968 a v měsících bezprostředně po něm patřil do ultralevicové kolaborační frakce KSČ zvané jodasovci (podle politika Josefa Jodase). Tato skupina ale postupně ztrácela pozice s tím, jak se sovětská místa reorientovala na spolupráci s centrističtějšími představiteli KSČ. Zastával po dvacet let četné stranické a státní posty. V letech 1970–1971 byl vedoucím tajemníkem Ústředního výboru Národní fronty v České socialistické republice. V období let 1972–1975 působil jako generální ředitel cestovní kanceláře Čedok. V letech 1975–1984 zastával post ústředního tajemníka Ústředního výboru Svazu československo–sovětského přátelství. V letech 1984–1987 byl velvyslancem Československa v SSSR. Roku 1982 mu byl udělen Řád práce.
Na XI. všeodborovém sjezdu v dubnu 1987 byl zvolen předsedou Ústřední rady odborů.
K roku 1968 se zmiňuje coby politický pracovník ÚV KSČ z volebního obvodu Přerov. XIII. sjezd KSČ ho zvolil za člena Ústředního výboru Komunistické strany Československa. XIV. sjezd KSČ ho zvolil kandidátem ÚV KSČ. Členem ÚV KSČ ho opětovně zvolil XV. sjezd KSČ, XVI. sjezd KSČ a XVII. sjezd KSČ. V období duben–říjen 1988 byl kandidátem předsednictva ÚV KSČ, od října 1988 do listopadu 1989 členem předsednictva ÚV KSČ. Předtím od února 1987 do dubna 1988 zastával post člena sekretariátu ÚV KSČ.
Dlouhodobě působil i v nejvyšších zákonodárných sborech. Po federalizaci Československa usedl roku 1969 do Sněmovny lidu Federálního shromáždění (volební obvod Přerov). Zde setrval až do konce volebního období v roce 1971. Ve volbách roku 1971 byl zvolen do České národní rady, kde zasedal do konce funkčního období ČNR v roce 1976. Pak byl ve volbách v roce 1976 a opět ve volbách v roce 1981 znovu zvolen poslancem Sněmovny lidu Federálního shromáždění. Po volbách v roce 1986 se stal poslancem Sněmovny národů Federálního shromáždění. Mandát nabyl až dodatečně v roce 1988 v doplňovací volbě poté, co zemřel poslanec Antonín Himl. Ve Federálním shromáždění setrval do prosince 1989, kdy rezignoval na poslanecký post v rámci procesu kooptace do Federálního shromáždění po sametové revoluci.
V prvních dnech po vypuknutí sametové revoluce patřil v rámci vládnoucích struktur komunistického režimu ke stoupencům tvrdého kurzu a podporoval silové získání vlivu na Československou televizí. Prohlásil: „na nás se hrne kontrarevoluce a tady si budeme vykládat, kdo co, na jakou kompetenci, kdo co může, nebo nemůže….Jde o naši existenci, o naše životy, o tuto komunistickou stranu, o socialismus. Tak jednejme.“
Roku 1990 odešel do předčasného důchodu a zůstal přesvědčeným komunistou s kritickým pohledem na polistopadový politický vývoj. Až do smrti však zůstal po vyloučení z KSČ v únoru 1990 nestraníkem.